# Evan Dunfee
Evan Dunfee (Richmond, 28 de setembro de 1990) é um atleta canadense, medalhista olímpico.
Ele competiu por sua equipe nacional na caminhada de 50 km no Campeonato Mundial de 2013, terminando em menos de 4 horas às 3:59:28. Nos Jogos Olímpicos de Verão de 2020, conquistou a medalha de bronze na prova de 50 km marcha atlética com o tempo de 3:50:59.